# Самоубийства в Казахстане

Самоубийства в Казахстане — одна из распространённых причин неестественной смерти и долгосрочная социальная проблема Республики Казахстан.
В 2022 году в результате самоубийств погибло примерно 3700 человек. Среди зарегистрированных случаев наблюдаются гендерные и профессиональные различия в способах совершения самоубийства. По словам президента Ассоциации психоаналитиков Казахстана Анны Кудияровой, самым популярным методом самоубийства среди мужчин является повешение, среди женщин — передозировка медикаментами, а среди военнослужащих и полицейских — огнестрельное оружие из-за его доступности.

## Статистика
Среди взрослого населения мужчины решаются на суицид в 4–5 раз чаще, чем женщины. Они больше всего подвержены самоубийствам в зрелом возрасте 35–54 лет. По данным Комитета по правовой статистике, наиболее распространёнными факторами самоубийств в 2021 году были финансовые трудности (28 %) и одиночество (27 %).
| Число суицидов по возрастным и половым группам. Казахстан, 2008 | Число суицидов по возрастным и половым группам. Казахстан, 2008 | Число суицидов по возрастным и половым группам. Казахстан, 2008 | Число суицидов по возрастным и половым группам. Казахстан, 2008 | Число суицидов по возрастным и половым группам. Казахстан, 2008 | Число суицидов по возрастным и половым группам. Казахстан, 2008 | Число суицидов по возрастным и половым группам. Казахстан, 2008 | Число суицидов по возрастным и половым группам. Казахстан, 2008 | Число суицидов по возрастным и половым группам. Казахстан, 2008 | Число суицидов по возрастным и половым группам. Казахстан, 2008 |
| --------------------------------------------------------------- | --------------------------------------------------------------- | --------------------------------------------------------------- | --------------------------------------------------------------- | --------------------------------------------------------------- | --------------------------------------------------------------- | --------------------------------------------------------------- | --------------------------------------------------------------- | --------------------------------------------------------------- | --------------------------------------------------------------- |
| Возраст                                                         | 5-14                                                            | 15-24                                                           | 25-34                                                           | 35-44                                                           | 45-54                                                           | 55-64                                                           | 65-74                                                           | 75+                                                             | всего                                                           |
| Мужчины                                                         | 66                                                              | 657                                                             | 860                                                             | 656                                                             | 522                                                             | 240                                                             | 143                                                             | 86                                                              | 3241                                                            |
| Женщины                                                         | 19                                                              | 239                                                             | 152                                                             | 120                                                             | 97                                                              | 52                                                              | 41                                                              | 47                                                              | 768                                                             |
| всего                                                           | 85                                                              | 896                                                             | 1012                                                            | 776                                                             | 619                                                             | 292                                                             | 184                                                             | 133                                                             | 4009                                                            |
| Source: World Health Organization                               |                                                                 |                                                                 |                                                                 |                                                                 |                                                                 |                                                                 |                                                                 |                                                                 |                                                                 |

## Детский суицид
Самоубийства среди несовершеннолетних остаются серьёзной социальной проблемой в Казахстане. Согласно опубликованному отчёту Детского фонда ООН (ЮНИСЕФ), на 2014 год самоубийства являлись лидирующей причиной смерти от неестественных причин среди подростков и молодёжи. В 2008 году Казахстан занимал первое место по странам Восточной Европы и Центральной Азии по частоте зарегистрированных самоубийств среди девочек в возрасте от 15 до 19 лет и второе место (после России) среди мальчиков.
Среди причин высокой смертности от самоубийств среди подростков, по словам Раисы Шер, главы Комитета по защите ребёнка министерства образования Казахстана, можно выделить:
- издевательства в школе;
- отсутствие или потеря смысла жизни;
- падение норм социального поведения;
- отсутствие проявления любви со стороны родителей и близких;
- упрёки со стороны взрослых.